# ハル・クレメント

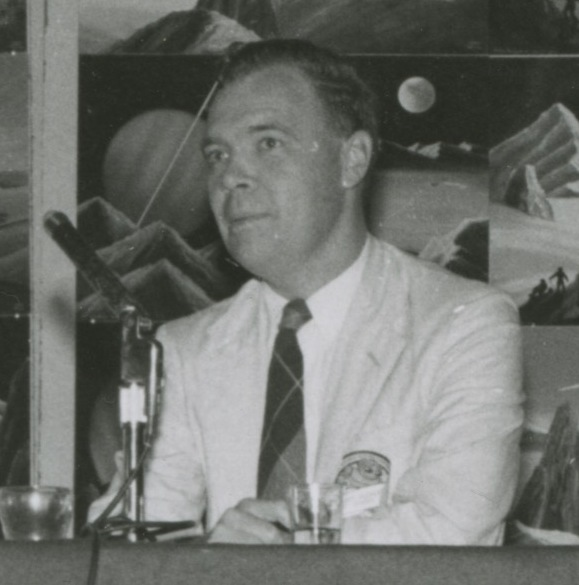
ハル・クレメント

ハル・クレメント（Hal Clement、1922年5月30日 - 2003年10月29日）は、アメリカ合衆国の小説家、SF作家。本名は、ハリー・クレメント・スタッブス (Harry Clement Stubbs) 。ハードSFの先駆者である。
緻密な計算に基づいたハードSFを得意とし、単に新規な異星人だけではなく、生態系まるごとや惑星そのものまでデザインする手法は、後のハードSFに大きな影響を与えた。
また、代表作である『20億の針』の、人間と共生する異星人というアイデアは、映画『ヒドゥン』や『ウルトラマン』、漫画『寄生獣』などの数々のSF作品に使われている。

## 経歴
マサチューセッツ州サマービルで生まれ、同州ミルトンで亡くなった。
ハーバード大学で天文学を学び、1943年に卒業。在学中に短編 "Proof" を書き、それが「アスタウンディング」誌の1942年7月号に掲載された。さらに1946年にはボストン大学で教育学修士号を取得し、1963年には Simmons College で化学の修士号を得ている。
第二次世界大戦中には、第8空軍に属し、B-24の操縦士または副操縦士としてヨーロッパ各地で35回出撃を経験した。戦後はアメリカ空軍予備役に属し、退役時には大佐になっていた。その後マサチューセッツ州ミルトンの高校 (Milton Academy) で化学と天文学を長年教えた。
1998年、アメリカSFファンタジー作家協会 (SFWA) からグランド・マスター賞を授与された。1996年にはレトロヒューゴー賞が1946年の短編「常識はずれ」に授与された。
最も有名な長編小説『重力の使命』（1954年）は、木星型惑星メスクリンで故障して動けなくなった科学調査船を調査しに行く冒険譚である。メスクリンの原住民は長さ50センチほどのムカデ型の知的生物である。メスクリンは極めて自転速度が速く、そのために極では重力が700Gもあるが、赤道では約3Gになっており、この設定から様々な話が生み出される。
クレメントは "Whirligig World" という記事で彼のSF作法を次のように説明している。
「SFを書くのは楽しいからで、仕事ではない。……その楽しさは……あらゆることをゲームのように扱うことから生じ……そのルールは極めて単純だ。それは、SFの読者にとっては彼らが科学として理解している事実から外れている文や含意を可能な限り見つけることである。作者にとっては、そのような誤りを可能な限り犯さないことがルールである。……（例えば、超光速の移動手段があるなどの）例外的設定もあるが、フェアプレーを重んじるならそのような問題は物語の中で可能な限り早く明かしておくことが要求される。……」

クレメントはジョージ・リチャードの名で天体などの絵画も描いていた。
クレメントは各地のSF大会にもよくゲストとして招かれ、特にアメリカ東部の大会にはよく出席した。そこでスライドを交えた創作や天文学についての講演を行った。また、ワールドコンではクレメントを記念して毎年 Hal Clement Award for Young Adults for Excellence in Children's Science Fiction Literature が授与されている。
2003年10月29日、ミルトンの病院で睡眠中に逝去。糖尿病に起因する合併症で入院中のことだった。

## 作品リスト
- 『20億の針』（Needle(1950)、井上勇訳、創元推理文庫） 1963年8月、のち新訳版（鍛治靖子訳、創元SF文庫） 2016年5月
  - 『宇宙人デカ』（内田庶訳、岩崎書店、SF世界の名作16） 1967年4月
  - 『姿なき宇宙人』（野田開作訳、偕成社、SF(科学小説)名作シリーズ8） 1967年10月
  - 『星からきた探偵』（内田庶訳、岩崎書店、SFこども図書館16） 1976年2月
  - 『星からきた探偵』（内田庶訳、岩崎書店、冒険ファンタジー名作選18） 2004年10月
- 『アイス・ワールド』（Iceworld (1953)、小隅黎訳、ハヤカワSFシリーズ） 1971年9月
- 『重力の使命』（Mission of Gravity (1954)、浅倉久志訳、ハヤカワSFシリーズ） 1965年6月、のちハヤカワ文庫 1985年3月
  - 『重力への挑戦』（井上勇訳、創元推理文庫） 1965年7月、のち改版 2019年1月
- The Ranger Boys in Space (1956) (子供向け)
- Cycle of Fire (1957)
- 『テネブラ救援隊』（Close to Critical (1964)、吉田誠一訳、創元推理文庫） 1970年11月
- 『超惑星への使命』（Star Light(1971)、小隅黎訳、ハヤカワSFシリーズ） 1974年3月 - 『重力の使命』の続編
- Ocean on Top (1973)
- 『一千億の針』（Through the Eye of a Needle (1978)、小隅黎訳、創元推理文庫） 1979年11月、のち新版（創元SF文庫） 2016年6月 - 『20億の針』の続編
- 『窒素固定世界』（The Nitrogen Fix (1980)、小隅黎訳、東京創元社、イラストレイテッドSF!） 1981年11月、のち創元推理文庫 1984年9月
- Still River (1987)
- Fossil (1993)
- Half Life (1999)
- Noise (2003)